# Arabella cincta
Arabella cincta är en ringmaskart som beskrevs av Hartmann-Schröder 1962. Arabella cincta ingår i släktet Arabella och familjen Oenonidae. Inga underarter finns listade i Catalogue of Life.